# Corante de Shorr
A solução corante de Shorr é uma solução para coloração em microscopia para corpos inclusos.
Também trata-se a coloração de Shorr do protocolo (método) de coloração que utiliza esta solução corante.
Aplica-se em tecidos fixados em fixador a base de formol e montados em parafina em seções cortadas de 6 mícrons.

## Formulação da solução corante

### Soluções estoque

#### Solução A
1. Escarlate de Biebrich a 10% em água destilada (15 gr em 150 ml).
2. Ácido fosfomolíbdico a 10% em água destilada  (15 gr em 150 ml).
3. Ácido fosfotúngstico a 10% em água destilada  (15 gr em 150 ml).

Misturar estas três soluções primárias, numa solução homogênea.

#### Solução B
Verde luz amarelado 10% em água destilada  (1,25 gr em 12,50 ml). Nesta solução, é conveniente acrescentar-se 1% (neste caso, para este volume, aproximadamente 0,15 ml, 3 gotas, de glutaraldeído em solução 25% para conservação).

#### Solução C
Orange G 10% em água destilada  (1,25 gr em 12,50 ml).

### Observação
Quantidades maiores e proporcionais destas soluções parciais podem ser preparadas previamente.

### Preparação final
Vinte quatro horas antes do uso, estas quantidades de soluções prévias produzidas devem ser acrescentadas a 10 ml de ácido acético glacial em 500 ml de álcool etílico 75% aquoso, homogeniza-se e completa-se o volume total a 1 litro com mais álcool etílico a 75%.

## Método[2]
1. Remover a parafina do tecido montado em xilol. Lavar em álcool absoluto, álcool 95% e água destilada.
2. Hematoxilina de Harris, 3 a 5 minutos. Lavar em água.
3. Diferenciar em álcool,ácido a 1% até não haver mais hematoxilina no citoplasma das células, (usa-se aqui microscópio).
4. Lavar em água, lavar em amônia (solução) até a cor azulada, lavar em água corrente.
5. Colocar as lâminas no corante de Shorr por 1 minuto.
6. Lavar com álcool a 95%. Verificar usando microscópio. Tecido conjuntivo irá adquirir uma cor verde clara quando a diferenciação estiver completa
7. Enxague algumas vezes em álcool absoluto. Algumas vezes em xilol. Montar a amostra para observação posterior e arquivamento.

### Resultados
Corpos inclusos: vermelho; tecido conjuntivo: verde claro; tecido elástico: vermelho púrpura; músculos: vermelho; queratina: laranja; eritrócitos: laranja avermelhado; núcleo celular: azul.